# Heliobolus lugubris
Heliobolus lugubris là một loài thằn lằn trong họ Lacertidae. Loài này được Smith mô tả khoa học đầu tiên năm 1838.